# 우주의 개척자
《우주의 개척자》(영어: Farmer in the Sky)는 로버트 A. 하인라인의 1950년 장편 SF소설이다. 흔히 미국적 예외주의(American Exceptionalism)라고 불리는 미국인들의 정신구조의 근간 중 하나인 개척자 정신을 우주시대에 대입한 작품이다. 대한민국에는 불새에서 안태민 번역으로 출간되었다. 1967년 휴고상을 수상했다.